# 2,1-fruttano:2,1-fruttano 1-fruttosiltransferasi
La 2,1-fruttano:2,1-fruttano 1-fruttosiltransferasi è un enzima appartenente alla classe delle transferasi, che catalizza la seguente reazione:
[β-D-fruttosile-(2→1)-]m + [β-D-fruttosile-(2→1)-]n ⇄ [β-D-fruttosile-(2→1)-]m-1 + [β-D-fruttosile-(2→1)-]n+1